# Тиранско-драчка надбискупија
Тиранско-драчка надбискупија (лат. Archidioecesis metropolitana Tiranensis-Dyrracena, алб. Arqipeshkvia Metropolitane Arqipeshkvia Tiranë-Durrës) је римокатоличка надбискупија и метрополија, са седиштем у Тирани, главном граду  Албаније. Друга одредница из назива надбискупије односи се на оближњи град Драч, претходно седиште надбискупије. Према стању из 2020. године, обухвата 19 католичких жупа, са 37 свештеника.
Настала је 1209. године, непосредно након млетачког освајања Драча (1205), под првобитним називом: Драчка надбискупија. Након пресељења набискупског седишта у Тирану, назив је 1992. године промењен у: Драчко-тиранска надбискупија. Недуго потом, редослед именских одрдница је замењен, тако да назив од 2005. гласи: Тирсанско -драчка надбискупија. Том приликом је установљена и истоимена метрополија (црквена област), којој су припале још две бискупије: Решенска и Валонска. Надлежни скадарско-пилотски надбискуп је Арјан Додај.